# Gryon dubium
Gryon dubium (лат.) — вид наездников рода Gryon из подсемейства Scelioninae (Scelionidae, или Platygastridae, по другим классификациям). Россия (Астраханская область, Алтай).

## Описание
Мелкие наездники-сцелиониды, длина около 1 мм. От близких видов отличается следующими признаками: мелкозернистая скульптура головы, одноцветная жёлтая окраска тела; темя без поперечного киля. Глаза опушенные. Усики 12-члениковые. Формула шпор голеней 1-1-1. Брюшко короткое и широкое. Паразитоиды яиц насекомых.